# Liste von Persönlichkeiten der Town Milton (Massachusetts)
Die folgende Liste beschäftigt sich mit den Persönlichkeiten von Milton.

## Söhne und Töchter Miltons

### 1758–1850
- Edward Robbins (1758–1829), Politiker und Vizegouverneur des Bundesstaates Massachusetts
- Roger Vose (1763–1841), Politiker

### 1851–1900
- Theodora Thayer (1868–1905), Malerin und Kunstpädagogin
- William Cameron Forbes (1870–1959), Diplomat, Schriftsteller, Investmentbanker sowie Generalgouverneur der Philippinen.
- Margaret Sutermeister (1875–1950), Fotografin
- William E. Ladd (1880–1967), Pionier der pädiatrischen Chirurgie
- William S. Flynn (1890–1945), Golfarchitekt
- Richard Buckminster Fuller (1895–1983), Architekt, Konstrukteur, Visionär, Designer, Philosoph und Schriftsteller

### 1901–1950
- Roger Turner (1901–1993), Eiskunstläufer
- Henry Endicott Stebbins (1905–1973), Botschafter
- John Chase (1906–1994), Eishockeyspieler und -trainer
- George H. W. Bush (1924–2018), Politiker, 43. Vizepräsident  der Vereinigten Staaten von Amerika und 41. Präsident der Vereinigten Staaten von Amerika
- John Wieners (1934–2002), Lyriker
- Richard Egan (1936–2009), Diplomat

### 1951–2000
- Susan Quinn (* 1953), Gründerin und künstlerische Direktorin der SEAD Salzburg Experimental Academy of Dance
- Margaret Comstock Pierce (1954–2013), Politikerin
- Jenny Slate (* 1982), Stand-up-Komikerin, Synchronsprecherin und Drehbuchautorin
- Andrew Goldstein (* 1983), Lacrosse-Spieler

## Persönlichkeiten, die in Milton gewirkt haben
- Thomas Hutchinson (1711–1780), Geschäftsmann, Historiker, Politiker der Loyalisten und Gouverneur der Provinz of Massachusetts Bay
- Abbott Lawrence Rotch (1861–1912), Meteorologe und Gründer des Blue-Hill-Observatoriums
- Kurt Bauchwitz (1890–1974), Rechtsanwalt, Essayist, Lyriker, Satiriker und Aphoristiker
- Hal Clement (1922–2003), Science-Fiction-Schriftsteller
- Bronisław Suchanek (* 1948), Musiker, Jazz-Bassist
- Ken Casey (* 1969), Musiker